# Monastero Savina
Il Monastero Savina (in montenegrino e serbo cirillico: Савина, ovvero "Monastero di San Sava") è un monastero serbo ortodosso, costituito da tre chiese, vicino alla città di Castelnuovo nella Bocche di Cattaro, situato nella fitta vegetazione mediterranea in una delle parti più belle della costa montenegrina settentrionale. Fu fondato da Stefano Vukčić Kosača, il duca di San Sava (1448-1466 ca.). 

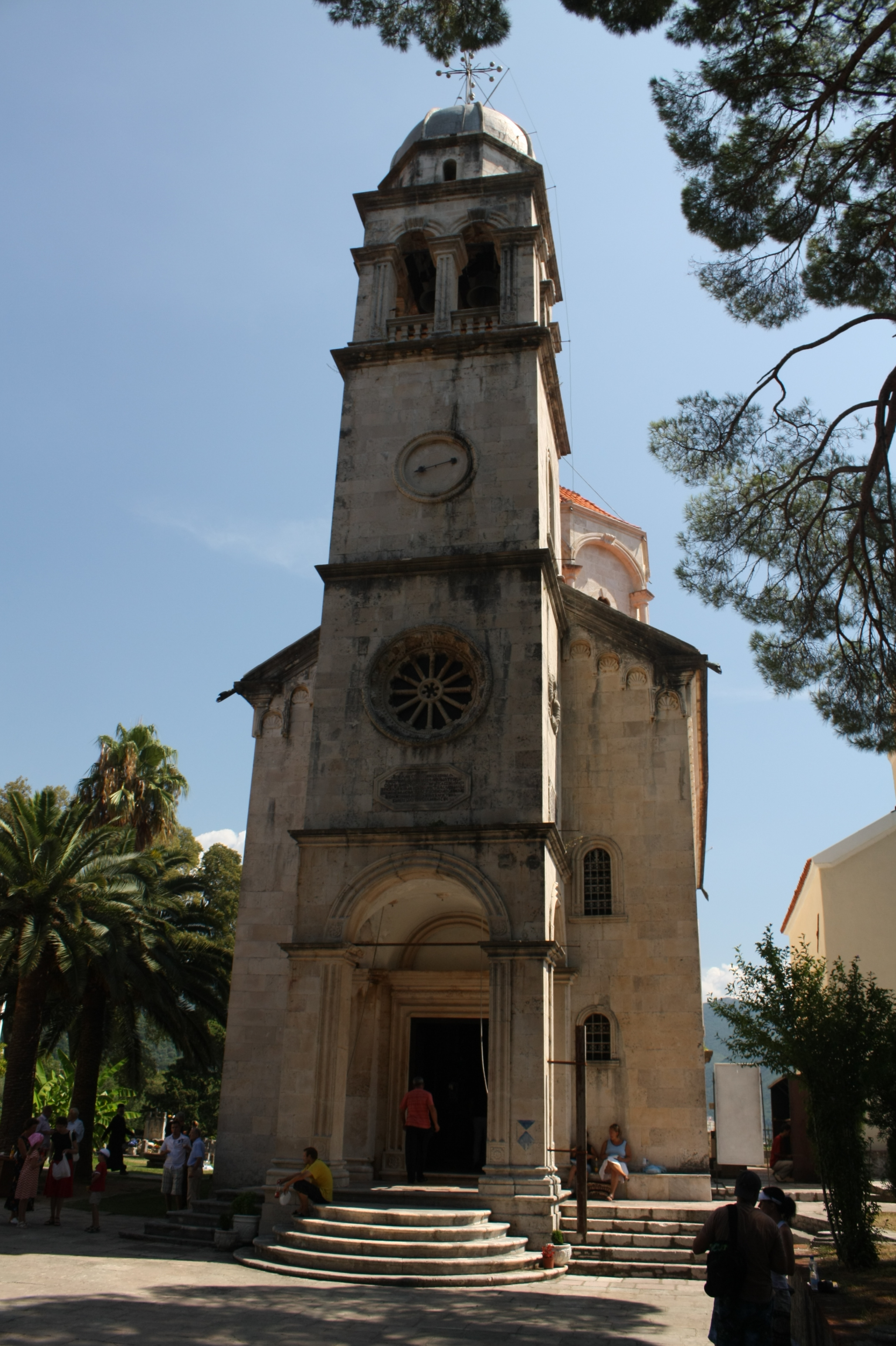
Una delle tre chiese del monastero

## Chiese
- La piccola chiesa dell'Assunta è alta 10 metri e larga 6. La sua fondazione risale al 1030, anche se la fonte più antica è del 1648. La sua ricostruzione iniziò alla fine del XVII secolo, con l'arrivo dei monaci fuggiti dal monastero di Tvrdoš in Erzegovina, e fu completata nel 1831.
- La grande chiesa dell'Assunta fu costruita tra il 1777 e il 1799, e il costruttore fu il maestro Nikola Foretić dell'isola di Korčula.
- La chiesa di San Sava, costruita da San Sava, è situata all'esterno del complesso monastico.

## Reliquie
Il monastero ha un gran numero di reliquie originarie del tempo della dinastia Nemanjić (reliquie dell'imperatrice Elena, croce di San Sava), comprese quelle trasferite dal monastero di Tvrdoš. 
L'iconostasi della chiesa fu eseguita da Simeone Lazović e rappresenta un'opera unica nell'arte barocca serba.

## Il battesimo di Emir Kusturica
A Đurđevdan, nel 2005, il regista Emir Kusturica vi è stato battezzato col nome di Nemanja Kusturica.